# Ámos Imre

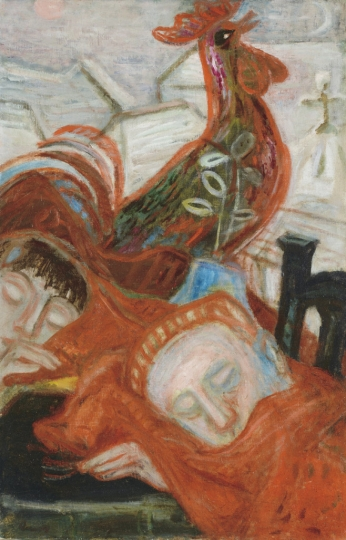
Hajnalvárás. A festő és felesége az 1939-ben készült képen

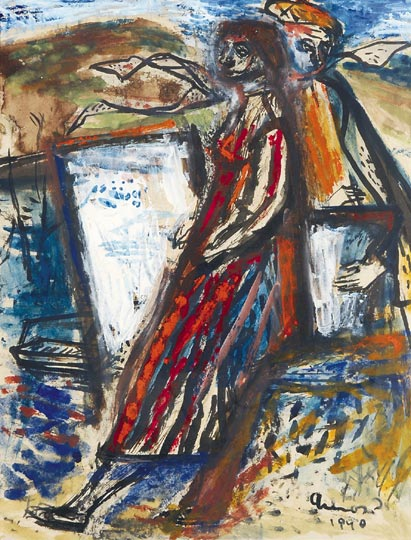
Festő és festőnő (Ketten)

Ámos Imre (Nagykálló, 1907. december 7. – Ohrdruf (Németország), 1944) magyar festőművész, Anna Margit festőművész férje.

## Élete és munkássága
Ungár Imre néven született. Felesége visszaemlékezése szerint „álmos természetűnek” tartotta magát, ezért szignálta korai képeit Ungár Álmos Imreként. Ebből született meg idővel a bibliai Ámos prófétára utaló művésznév. 1934-ben nevét hivatalosan is Ámosra változtatta. 1935-ben vette feleségül Anna Margit festőnőt. 
A Műegyetemen, majd 1929 és 1935 között a Magyar Királyi Képzőművészeti Főiskolán tanult, ahol Rudnay Gyula volt a tanára. 1931-től kezdve szerepelt kiállításokon, gyakran feleségével együtt. 1934-től a Munkácsy Céh, majd 1936-ban a Képzőművészek Új Társasága (KÚT) választotta tagjává. Ettől fogva minden nyáron Szentendrén alkotott. 1938-ban a Nemzeti Szalon tagja lett. 1938 és 1941 között a nyarakat feleségével együtt Szentendrén töltötték, ahol Korniss Dezső és Vajda Lajos is a baráti körükhöz tartozott.
Kezdetben a posztimpresszionizmus (Rippl-Rónai József és a Nabis-csoport hatása) volt jellemző művészetére. Festészetének tematikáját emellett erősen meghatározták gyermekkori élményei, vallásos neveltetése, a nagykállói haszid miliő. 1937-ben Párizsban járt, ahol megismerkedett Marc Chagall-lal. Ettől kezdve művészetére az álomszerű ábrázolás, a második világháború alatt pedig a rettegés, a félelem megjelenítése vált jellemzővé. Szürrealisztikus motívumvilága leginkább Chagall látomásos művészetéhez áll közel. Színvilága, ecsetkezelése is egyre expresszívebbé vált, mintegy előrevetítve tragikus sorsát.
1940-től gyakran hurcolták munkaszolgálatra, s talán épp hányatott, bizonytalan sorsa okán ebben az időszakban szinte a rajz válik kizárólagos művészi eszközévé. Sötét idők című sorozata és az 1944-ből származó Szolnoki vázlatkönyv a tragikus sorsú festő utolsó éveinek megrázó emlék
1940-től haláláig – kisebb megszakításokkal – munkaszolgálatos volt. 1944 novemberében vagy decemberében halt meg egy koncentrációs táborban a Thüringer Wald hegységben. (Halálának pontos időpontja nem ismert.)

## Emlékezete
Emlékkiállítását 1958-ban rendezték meg a Magyar Nemzeti Galériában, majd Szegeden, Pécsett és Győrött is bemutatták képeit. Legtöbb műve Szentendrén tekinthető meg, az Ámos Imre – Anna Margit Emlékmúzeumban, felesége festményeivel együtt, illetve szülővárosában, Nagykállóban az Ámos Imre Képtárban, valamint a Deák Gyűjteményben Székesfehérvárott és a Magyar Nemzeti Galériában, Budapesten. Születése 100. évfordulóján kiállítás a debreceni MODEM-ben. Ámos Imre születése 105. évfordulója alkalmából „Ámos Imre és a 20. század - kortárs összművészeti kiállítás” címmel kiállítás a Szentendrén, a Régi Művésztelepi Galériában, a dunaszerdahelyi Kortárs Magyar Galériában, a pécsi Városi Képtárban, a berlini Balassi Intézetben és a budapesti Rumbach utcai zsinagógában a Magyarországi Evangélikus Egyház és az Asztali Beszélgetések Kulturális Alapítvány szervezésében. 2013-ban a Magyar Nemzeti Galériában megrendezték a Ámos Imre, a „magyar Chagall”, a háború örvényében 1937—1944 című kiállítást. A Corvina Kiadó és a Luther Kiadó gondozásában 2013 októberében jelent meg az Ámos Imre és a 20. század - kortárs összművészeti kiállítás albuma. A kötetben Ámos alkotásai mellett negyvenhárom kortárs művész gondolatai tekinthetőek meg. A bevezető tanulmányokat a kiállítás védnökei, Schweitzer József nyugalmazott országos főrabbi, Fabiny Tamás evangélikus püspök és Várszegi Asztrik pannonhalmi főapát írták. 2014-ben a varsói Emanuel Ringelbaum Zsidó Történeti Intézetben valamint Wrocławban mutatták be válogatott műveit a Hol van a te testvéred? — Ámos Imre és a 20. század címmel az Asztali Beszélgetések Kulturális Alapítvány és a Varsói Magyar Kulturális Intézet szervezésében.

## Válogatott művei
- 1933 A tisztaság vize (olaj, vászon, 100 x 80 cm; magántulajdonban)
- 1934 Asszonyok (olaj, vászon, 150 x 100 cm; Janus Pannonius Múzeum, Pécs)
- 1934 Forrásnál (olaj, vászon, 100 x 70 cm; magántulajdonban)
- 1934 Kagylószedők (olaj, vászon, 154 x 100 cm; Ferenczy Múzeum, Szentendre
- 1935 Asszonyok a forrásnál (olaj, vászon, 98 x 127 cm; Magyar Nemzeti Galéria, Budapest
- 1935 Babona (olaj, vászon, 80 x 60 cm; MNG)
- 1935 Süketek a szentek (olaj, vászon, 150 x 100 cm; MNG)
- 1935 Anyám sétája (olaj, vászon, 152 x 80 cm; Ferenczy Múzeum, Szentendre)
- 1935-36 Zöld dívány (olaj, vászon, 70 x 100 cm; magántulajdonban)

## Társasági tagság
- KÚT
- Munkácsy-céh